# Chosea Springs
Chosea Springs önkormányzat nélküli település az USA Alabama államában, Calhoun megyében. 